# NGC 4742
NGC 4742 é uma galáxia elíptica (E4) localizada na direcção da constelação de Virgo. Possui uma declinação de -10° 27' 17" e uma ascensão recta de 12 horas, 51 minutos e 48,0 segundos.
A galáxia NGC 4742 foi descoberta em 25 de Março de 1786 por William Herschel.